# Municipio de Brighton (Míchigan)
El municipio de Brighton (en inglés: Brighton Township) es un municipio ubicado en el condado de Livingston en el estado estadounidense de Míchigan. En el año 2010 tenía una población de 17791 habitantes y una densidad poblacional de 198,54 personas por km².

## Geografía
El municipio de Brighton se encuentra ubicado en las coordenadas 42°33′32″N 83°43′39″O / 42.55889, -83.72750. Según la Oficina del Censo de los Estados Unidos, el municipio tiene una superficie total de 89.61 km², de la cual 85.36 km² corresponden a tierra firme y (4.74%) 4.25 km² es agua.

## Demografía
Según el censo de 2010, había 17791 personas residiendo en el municipio de Brighton. La densidad de población era de 198,54 hab./km². De los 17791 habitantes, el municipio de Brighton estaba compuesto por el 96.99% blancos, el 0.62% eran afroamericanos, el 0.25% eran amerindios, el 0.9% eran asiáticos, el 0.03% eran isleños del Pacífico, el 0.23% eran de otras razas y el 0.96% pertenecían a dos o más razas. Del total de la población el 1.69% eran hispanos o latinos de cualquier raza.